# Selaginella xishuiensis
Selaginella xishuiensis là một loài dương xỉ trong họ Selaginellaceae. Loài này được G.Q. Gou & P.S. Wang mô tả khoa học đầu tiên năm 2005.